# Камйонка (Нідзицький повіт)
Камйонка (пол. Kamionka, нім. Steintal) — село в Польщі, у гміні Нідзиця Нідзицького повіту Вармінсько-Мазурського воєводства.
Населення — 60 осіб (2011).

## Демографія
Демографічна структура станом на 31 березня 2011 року:
|          | Загалом | Допрацездатний вік | Працездатний вік | Постпрацездатний вік |
| -------- | ------- | ------------------ | ---------------- | -------------------- |
| Чоловіки | 31      | 6                  | 21               | 4                    |
| Жінки    | 29      | 6                  | 15               | 8                    |
| Разом    | 60      | 12                 | 36               | 12                   |